# Rudolf Hanych
Rudolf Hanych (11. dubna 1906, Svratka – 28. března 1994 Nové Město na Moravě) byl český malíř – krajinář.

## Životopis
Rudolf Hanych pocházel ze zemědělské rodiny, rodina vlastnila ve Svratce statek čp. 11. Po absolvování obecné školy ve Svratce navštěvoval Hospodářskou školu v Hlinsku, vyučil se kolářem, sedlářem a brašnářem. Od dětství rád maloval, podporovali jej i malíři Rudolf Vejrych, František Cína Jelínek, Josef Fiala, Ota Bubeníček a jiní.
V roce 1928 začal studoval na UMPRUM v Praze u prof. Arnošta Hofbauera, od roku 1931 na Akademii u prof. Otakara Nejedlého, kde ukončil studium v roce 1935. Podnikl řadu studijních cest po českých zemích, byl též na Korsice, v Dalmácii nebo v Římě.
Do smrti své matky v roce 1945 hospodařil na rodinném statku, poté se věnoval již jen malířství.
Jeho tvorba je realistická, vychází z tradic české krajinářské školy. Zobrazuje krajinu v roční proměně v detailu i panoramatických pohledech. Měl rád Svratecko, zůstal mu věren životem i tvorbou. Lze o něm říci, že byl v pravém slova smyslu „malířem Vysočiny“.
Měl dvě dcery, Martu a Marii, obě se staly učitelkami. Dcera Marta také maluje. Zemřel 28. března 1994.

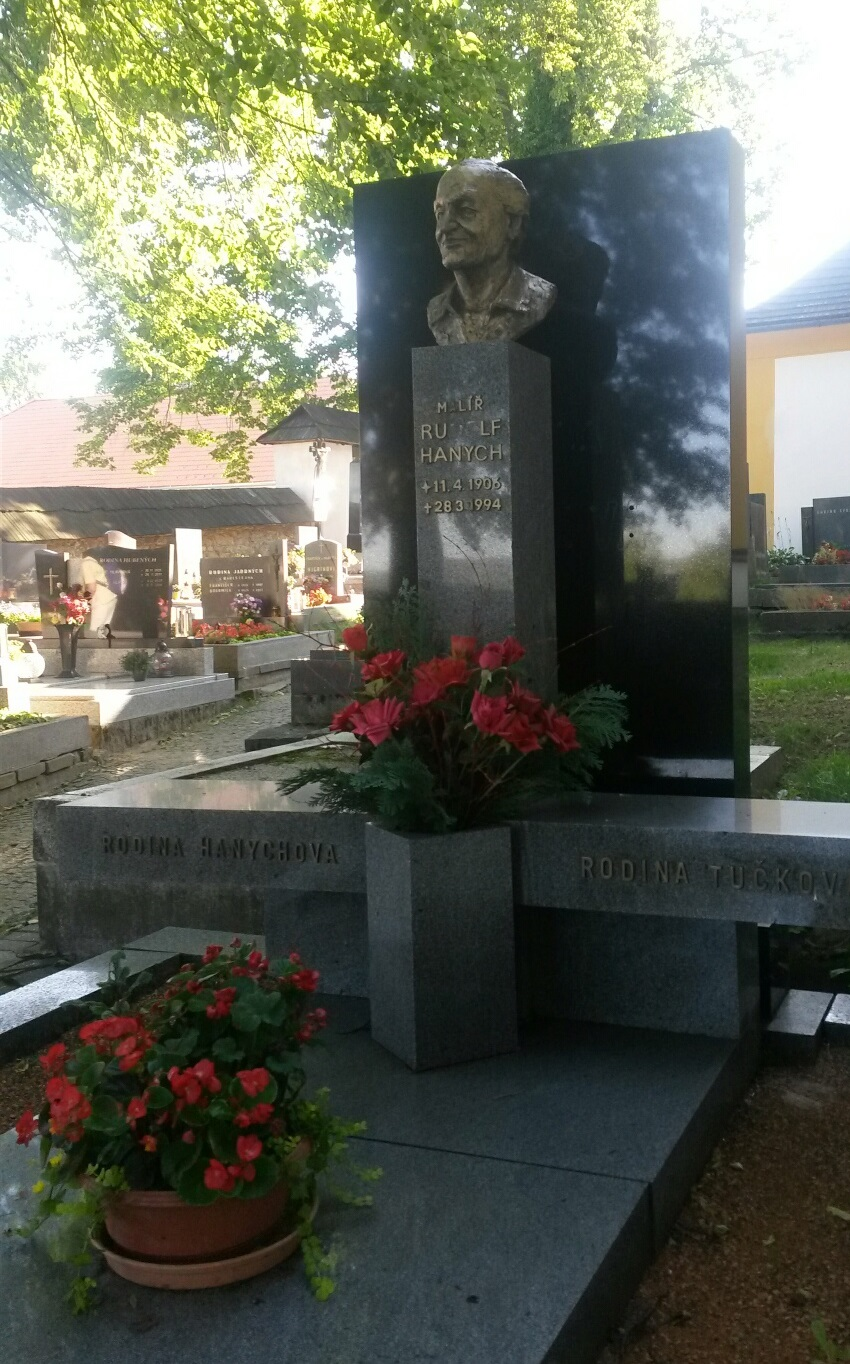
Hrob Rudolfa Hanycha ve Svratce

## Ocenění
- 1979 – zasloužilý umělec
- 1981 –  Řád práce
- 1986 –  Řád Vítězného února[1]